# سرزمین اصلی اسپانیایی
سرزمین اصلی اسپانیایی (انگلیسی: The Spanish Main) یک فیلم ماجراجویی آمریکایی محصول ۱۹۴۵ با بازی پل هنرید، مورین اوهارا، والتر اسلزاک و بینی بارنز به کارگردانی فرانک بورزیگی است.